# تله، مالی
تله، مالی (به لاتین: Télé, Mali) یک سکونتگاه مسکونی در مالی است که در استان تومبوکتو واقع شده‌است.

## خصوصیات
تله ۲۶۱ کیلومترمربع مساحت و ۲٬۰۷۸ نفر جمعیت دارد.